# Pfarrhof Bad Hofgastein

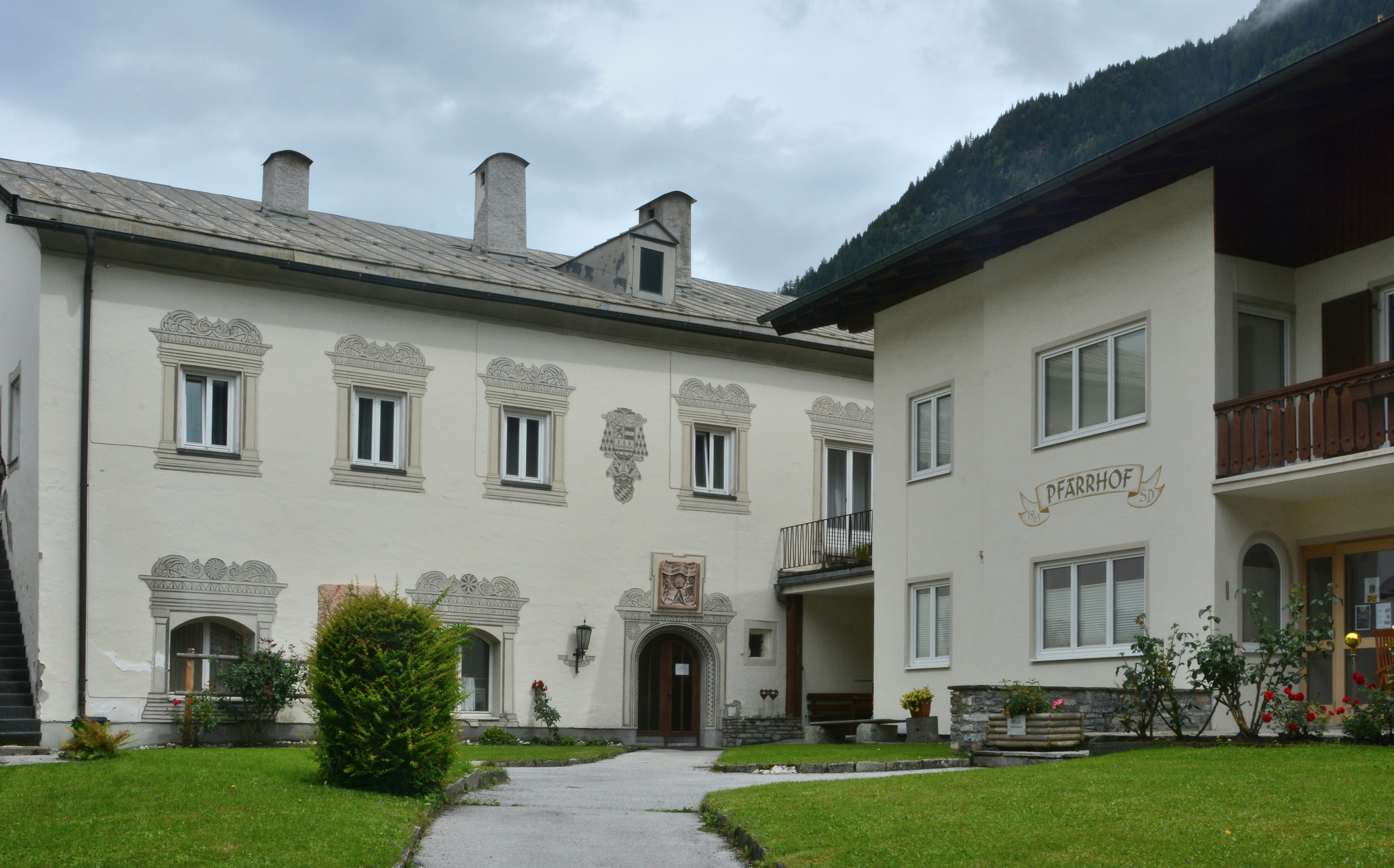
Pfarrhof in Bad Hofgastein

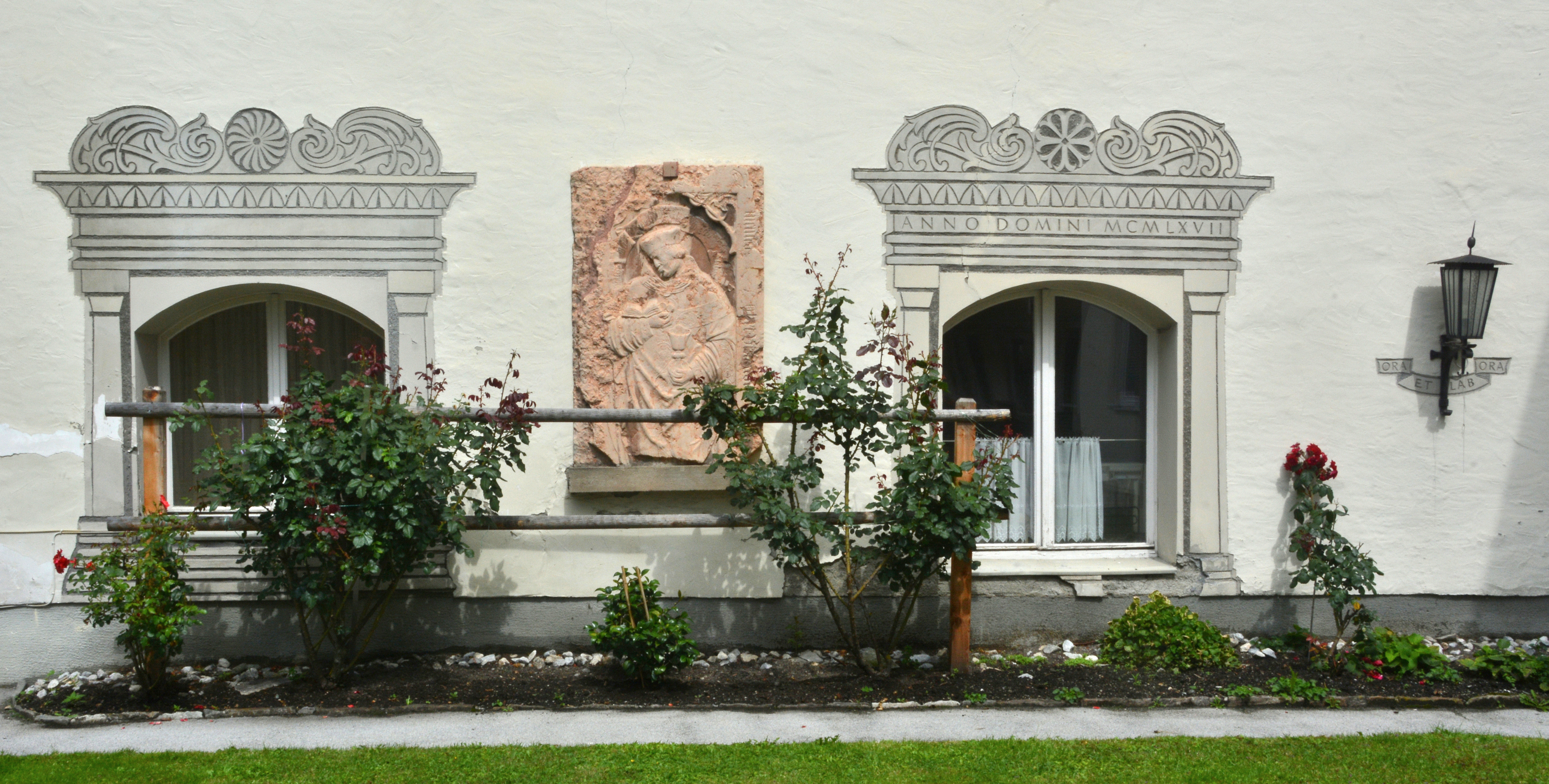
Fenster und Relief am Pfarrhof

Der Pfarrhof Bad Hofgastein befindet sich in der Marktgemeinde Bad Hofgastein im Land Salzburg und steht unter Denkmalschutz (Listeneintrag).

## Geschichte

### Alter Pfarrhof
Der Pfarrhof befand sich ursprünglich unmittelbar nördlich der Pfarrkirche Bad Hofgastein. Laut Hofkammerakt aus dem Jahr 1581 schrieb der Landrichter Blasius Erlbeck an den Salzburger Erzbischof Johann Jakob Kuen von Belasy, dass der Pfarrhof sehr baufällig sei und überdies ein jäher Tauernwind das Pfarrhofdach, das Kirchdach und weitere Haus- und Stadeldächer schwer beschädigt habe. 1585 entstanden Pläne zum Neubau des Pfarrhofes, wobei einer dieser Pläne in den Hofkammerakten des Salzburger Landesarchivs aufbewahrt wird. Bischof Wolf Dietrich von Raitenau ließ den Pfarrhof 1588 notdürftig instand setzen, aber bereits 1589 beschwerte sich Pfarrer Johann Aschperger wieder über die Baufälligkeit des Gebäudes.
Im Jahr 1684 war der alte Pfarrhof wegen der Baufälligkeit, des schadhaften Kamines und der daraus resultierenden Brandgefahr nicht mehr bewohnbar. Die Bewohner des Hofes zogen deshalb ins benachbarte Gebäude, das dem Gewerken Johann Baptist Geißler gehörte. Im Jahr 1699 einigte man sich auf einen Besitztausch, der im Jahr 1700 vollzogen wurde. Der ehemalige Pfarrhof gehörte damit der Familie Geißler, ab 1711 verschiedenen Schulmeistern und Mesnern.
Im Jahr 1892 erwarben Josef und Marie Winkler das Gebäude, welches als „Kurhaus Pension Winkler“ bekannt wurde. Seit dem Jahr 2021 befindet sich hier das Hotel „The Storks“.

### Neuer Pfarrhof
Die ältesten Erwähnungen eines Gebäudes an diesem Standort stammen aus den Jahren 1417, 1443 und 1466 (Häcklhaus oder auch Säntlhaus). 1666 gehörte das Haus dem Pfarrer Dr. Balthasar Schmidthammer, 1670 dem Gewerken Johann Baptist Geißler. Letzterer fixierte den Haustausch mit der Pfarre Hofgastein, sodass dieses Gebäude seit dem Jahr 1700 als Pfarrhof dient. 1793 wurde das Pfarrarchiv hier eingerichtet. 1967 erfolgte ein Anbau durch Hermann Rehrl.

## Beschreibung
Der zweigeschoßige Altbau, der über einem tonnengewölbten Keller steht, besitzt Kreuz- und Tonnengewölbe im Flur, zum Teil alte Holztramdecken und ein Satteldach. Der Altbau wird heute als Gästehaus benutzt. Im Anbau des 20. Jahrhunderts befindet sich das Pfarramt.

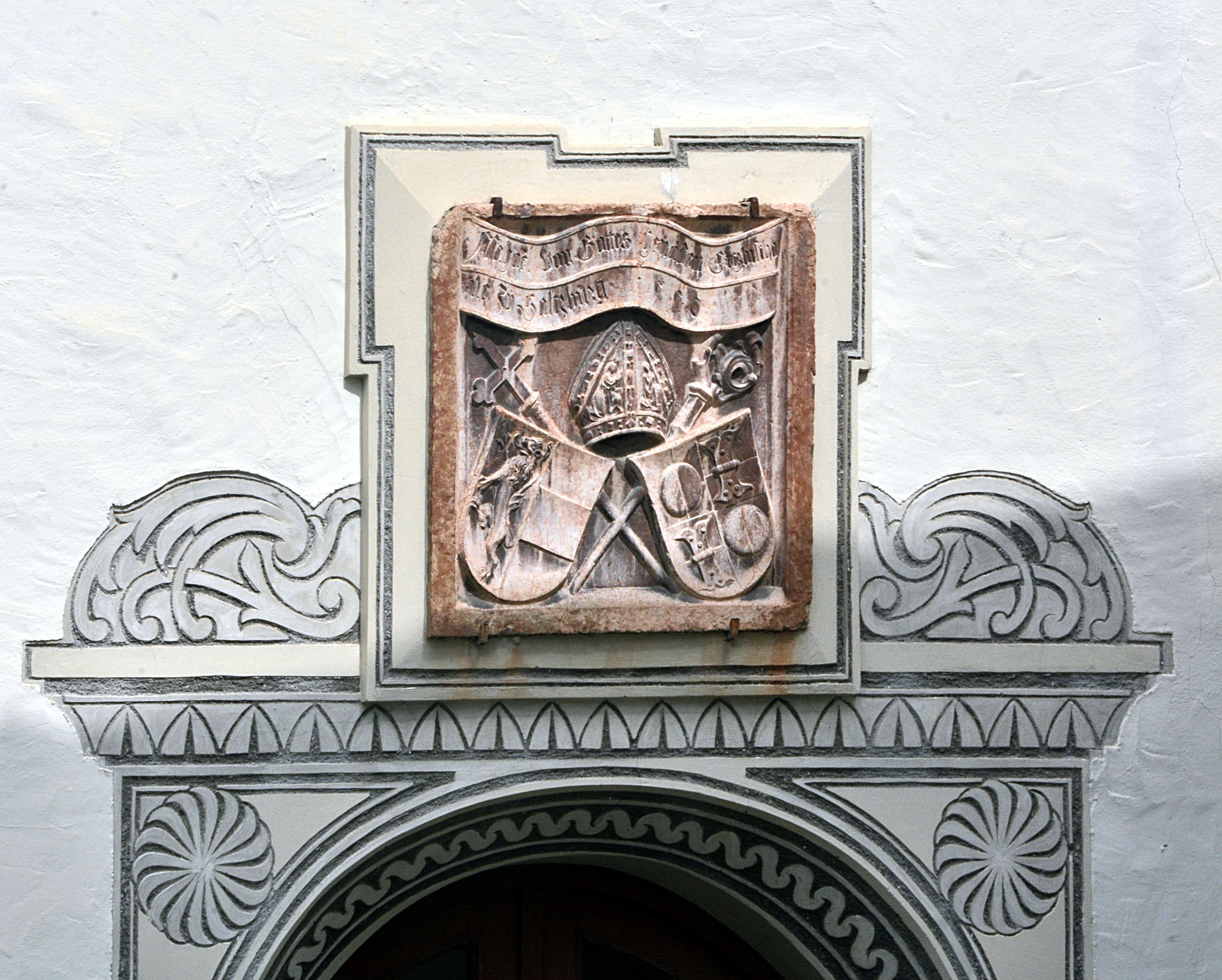
Wappen über Rundbogenportal

Das quadratische Wappen über dem Rundbogenportal an der Südseite des Altbaus ist aus rotem Marmor geschaffen. Zwei übereinander schräg gestellte Schilde beziehen sich auf die Erzdiözese Salzburg und die Adelsfamilie Kuenburg. Über Inful, Legatenkreuz und Krummstab befindet sich ein Schriftband mit der Inschrift „Michael von Gottes Genaden Erzbischof (postolischer) le(gat) zu Saltzburg 1559“. Dieses Wappen befand sich ursprünglich an dem 1833 abgerissenen Pflegegerichtsgebäude (Salzburgerhof) und wurde 1874 hier eingemauert.